# PEDOT

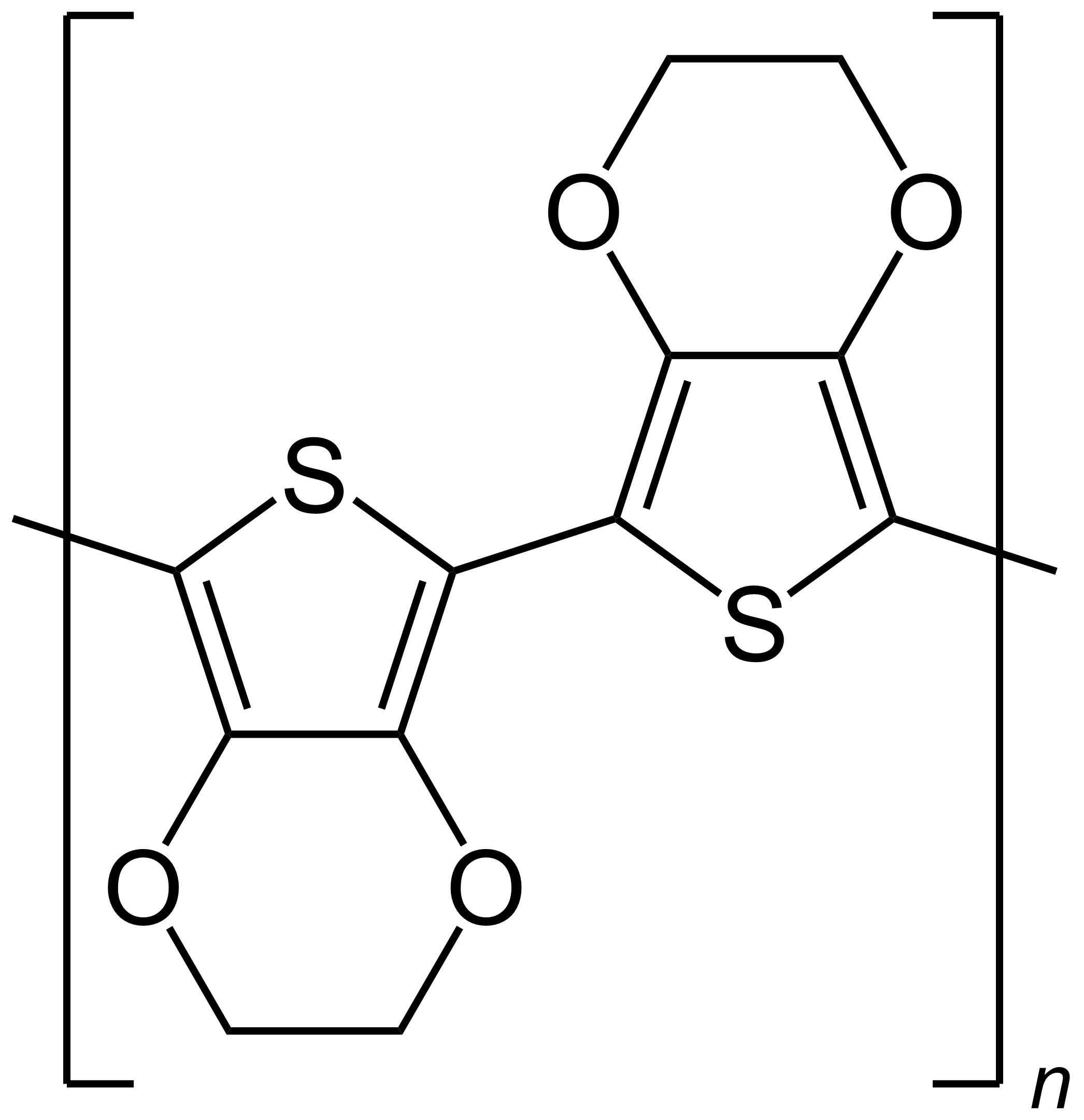
PEDOT

El poli(3,4-etilendioxitiofeno) (PEDOT o PEDT; nombre IUPAC poli(2,3-dihidrotieno[3,4-b][1,4]dioxano-5,7-diil)) es un polímero conductor basado en el 3,4-etilendioxitiofeno o EDOT. Fue descrito por primera vez por Bayer AG en 1989.

## Polímero
El PEDOT posee muchas propiedades ventajosas en comparación con otros politiofenos conductores anteriores, como los 3-alquiltiofenos. Por ejemplo, el polímero es ópticamente transparente en su estado conductor y tiene una gran estabilidad, una brecha de banda moderada y un potencial redox bajo.Su principal desventaja es su escasa solubilidad, que se evita en parte mediante el uso de materiales compuestos como PEDOT:PSS y PEDOT-TMA.
El polímero se genera por oxidación. El proceso comienza con la producción del catión radical del monómero EDOT, [C2H4O2C4H2S]+. Este catión se añade a un EDOT neutro seguido de desprotonación. Se muestra la conversión idealizada utilizando peroxidisulfato:
n C2H4O2C4H2S + n (OSO3)22−   →  [C2H4O2C4S]n  +  2n HOSO3−
La polimerización suele llevarse a cabo en presencia de sulfonato de poliestireno (PSS), que actúa como plantilla. El PSS también proporciona un contraión, que equilibra las cargas en la reacción y dificulta la formación de subproductos como la 3,4-etilendioxi-2(5H)-tiofenona, y mantiene los monómeros PEDOT dispersos en agua o soluciones acuosas. El compuesto PEDOT:PSS resultante puede depositarse sobre un soporte conductor como platino, oro, carbono vítreo y óxido de indio y estaño.

## Usos
Entre las aplicaciones del PEDOT se encuentran las pantallas electrocrómicas y los antiestáticos.
El PEDOT también se ha propuesto para fotovoltaica, cableado impreso y sensores.Se ha propuesto el uso de PEDOT en interfaces .biocompatibles.

## Más información
- Bello, A.; Giannetto, M.; Mori, G.; Seeber, R.; Terzi, F.; Zanardi, C. (2007). «Optimization of the DPV Potential Waveform for Determination of Ascorbic Acid on PEDOT-Modified Electrodes». Sensors and Actuators B: Chemical 121 (2): 430. doi:10.1016/j.snb.2006.04.066. hdl:11380/621556.
- Kumar, S. Senthil; Mathiyarasu, J.; Phani, K. L. N.; Yegnaraman, V. (2005). «Simultaneous Determination of Dopamine and Ascorbic Acid on Poly(3,4-ethylenedioxythiophene) Modified Glassy Carbon Electrode». Journal of Solid State Electrochemistry 10 (11): 905. S2CID 95645292. doi:10.1007/s10008-005-0041-7.
- Zhang, Xinyu; MacDiarmid, Alan G.; Manohar, Sanjeev K. (2005). «Chemical Synthesis of PEDOT Nanofibers». Chemical Communications (42): 5328-30. PMID 16244744. doi:10.1039/b511290g.